# Naporitan
Le naporitan (ナポリタン, parfois orthographié napolitan) est un plat cuisiné populaire au Japon, essentiellement composé de spaghettis, de saucisses, de légumes et de sauce tomate.

## Composition
Le naporitan est un plat cuisiné constitué principalement de spaghettis, de ketchup ou d'une sauce à base de tomates, d'oignons, de champignons de Paris, de poivrons, de saucisses (parfois remplacées par du jambon ou du bacon). Ce plat peut être relevé en ajoutant du tabasco ou du fromage râpé tel que le parmesan. Exemple de cuisine japonaise moderne d'inspiration occidentale dite yōshoku,, cette préparation culinaire s’est popularisée à Yokohama,.

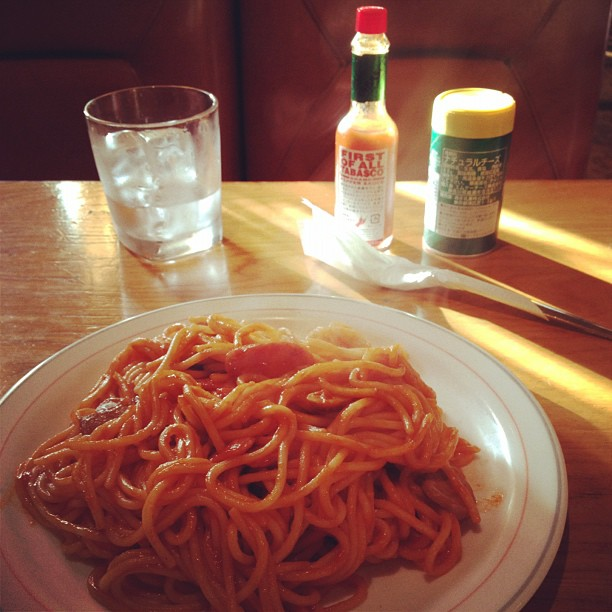
Un naporitan maison.
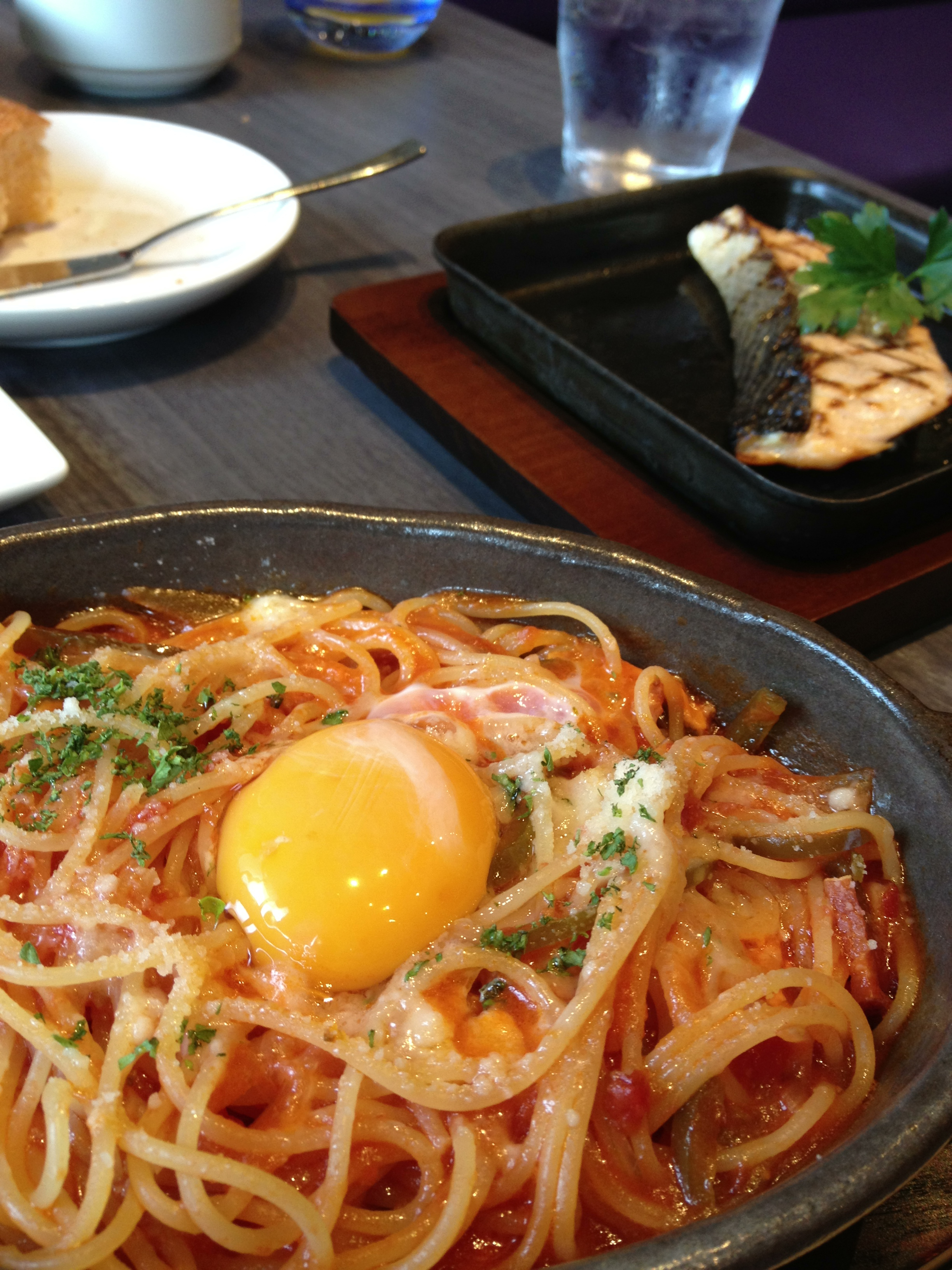
Une variante avec un œuf.

## Origine
Après la capitulation du Japon, à l'issue de la Seconde Guerre mondiale (1939 - 1945), débute la période d'occupation du Japon par les troupes américaines. Dans la ville portuaire de Yokohama, le commandement suprême des forces alliées — notamment son chef d'état-major, le général Douglas MacArthur, — prend ses quartiers dans l'Hotel New Grand (en) (quartier Yamashita (ja) de l'arrondissement Naka). Afin de satisfaire sa nouvelle clientèle étrangère, le chef cuisinier en second de l'établissement, Shigetada Irie (1912 - 1989),,, formé aux cuisines française et italienne, invente une recette, en s'inspirant des rations militaires de l'Armée américaine à base de spaghetti et de ketchup,. Le plat original, baptisé naporitan, incluait de la sauce tomate à la place du ketchup,. Par la suite, d'autres restaurateurs japonais copient la recette de Shigetada ; les tomates fraîches, ou même le concentré de tomates, étant rares et chers dans le pays, la sauce tomate est remplacée par du ketchup, un assaisonnement réputé de qualité au Japon, dans les années 1960,. Du fait de sa simplicité de préparation, le naporitan s'est rapidement répandu dans les foyers japonais et les établissements de restauration scolaire — grâce à l'importation d'Italie, dans les années 1950, de machines à fabriquer des pâtes.
Dans un écrit de 1934, le comédien japonais Roppa Furukawa, indique avoir goûté, dans un restaurant de la chaîne de grands magasins Mitsukoshi, un plat nommé naporitan, composé de spaghettis, de parmesan et de sauce tomate.

## Appellation
Le chef Shigetada aurait nommé sa création d'après la ville de Naples en Italie (Napoli), l'orthographe variant suivant la transcription utilisée en rōmaji. Le titre original de sa recette est « supageti naporitan » (« spaghetti façon napolitaine » ), raccourci en « naporitan ». Il est, dans sa déclinaison courte, un exemple typique de wasei-eigo, un emprunt de la langue japonaise à l'anglais, et, dans sa version longue, de gairaigo, un assemblage de termes étrangers, ici le mot italien « spaghetti » et un qualificatif français « napolitain ».